# A tempo
A tempo és una expressió italiana que s'utilitza per indicar que cal recuperar el tempo original, després que aquest s'hagi variat per efecte d'alguna indicació com accelerando, ritardando, etc. Aquesta indicació es col·loca allà on calgui reprendre el tempo original, i normalment s'ubica damunt del pentagrama, utilitzant tipografia cursiva i negreta. Amb la mateixa finalitat es pot utilitzar l'expressió Tempo I (tempo primo), en tipografia romana i negreta.